# Heinkel He 114
Heinkel He 114 là một loại thủy phi cơ trinh sát hai tầng cánh, trang bị cho các tàu chiến của Kriegsmarine vào thập niên 1930. Nó thay thế cho loại He 60, sau đó bị thay thế bởi Arado Ar 196.

## Biến thể
He 114A-0
He 114A-1
He 114A-2
He 114B-1
He 114B-2
He 114B-3
He 114C-1
He 114C-2

## Quốc gia sử dụng
Germany
- Luftwaffe

 Romania
- Không quân Hoàng gia Romania
- Không quân Romania – Sau chiến tranh.

 Tây Ban Nha
- Không quân Tây Ban Nha

 Thụy Điển
- Không quân Thụy Điển

## Tính năng kỹ chiến thuật (He 114A-2)
Dữ liệu lấy từ Warplanes of the Luftwaffe. 

### Đặc điểm riêng
- Tổ lái: 2
- Chiều dài: 38 ft 2½ in (11,65 m)
- Sải cánh: 44 ft 7½ in (13,60 m)
- Chiều cao: 17 ft 2 in (5,23 m)
- Diện tích cánh: 455 ft² (42,3 m²)
- Trọng lượng rỗng: 5.070 lb (2.300 kg)
- Trọng lượng có tải: 8.091 lb (3.670 kg)
- Động cơ: 1× BMW 132K, 960 hp (716 kW)

### Hiệu suất bay
- Vận tốc cực đại: 181 kn, 208 mph (335 km/h)
- Tầm bay: 497 nmi, 571 mi (920 km)
- Trần bay: 16.075 ft (4.900 m)
- Vận tốc lên cao: 1082 ft/phút (5,5 m/s)
- Lực nâng của cánh: 17,8 lb/ft² (86,8 kg/m²)
- Lực đẩy/trọng lượng: 0,12 lb/hp (0,20 kW/kg)

### Vũ khí
- Súng: 1 súng máy MG 15 7,92x57mm (.312 in)
- Bom: 2 quả bom 50 kg (110 lb)